# Crystal River
Crystal River város az USA Florida államában, Citrus megyében. Lakosainak száma 3396 fő (2020. április 1.).

## Népesség
A település népességének változása:

| 2010 | 3 108 |
| 2020 | 3 396 |